# 丹尼尔·利伯曼
丹尼尔·埃里克·利伯曼（英語：Daniel Eric Lieberman，1964年6月3日—）是一名美国古人类学家，哈佛大学生物学教授，2009年获搞笑諾貝爾物理学獎，主要作品有《人体故事：进化、健康和疾病》（The Story of the Human Body: Evolution, Health and Disease）等。